# FDMA
FDMA (ang. Frequency-Division Multiple Access – wielodostęp z podziałem częstotliwości) –  system współdzielenia medium poprzez przydział odpowiednich częstotliwości. Jest najstarszym i jednocześnie najprostszym rodzajem wielodostępu.
Ten rodzaj wielodostępu stosowany był w pierwszych generacjach analogowych telefonów komórkowych. Znajduje zastosowanie raczej wśród systemów szerokopasmowych.

## Charakterystyka FDMA
W metodzie tej, całkowite pasmo, które przeznaczone jest do transmisji, podzielone zostaje na przedziały częstotliwości  tzw. kanały o określonej szerokości, które mogą być używane w indywidualnej transmisji między dwoma dowolnymi użytkownikami systemu. Mogą też być stosowane w trybie rozsiewczym. Szerokość wydzielonych przedziałów częstotliwościowych musi być niewielka, aby można było stworzyć jak najwięcej kanałów, a tym samym aby maksymalnie duża liczba osób mogła w tym samym czasie korzystać z systemu. Jednocześnie przedziały częstotliwościowe muszą być na tyle szerokie, aby zapewnić jakość transmisji na pewnym, ściśle ustalonym poziomie. Specjalny mechanizm kontroluje, aby w danym momencie z konkretnego kanału korzystał tylko jeden użytkownik. Nie ma alternatywnej metody wielodostępu w przypadku transmisji o charakterze analogowym, ponieważ tylko FDMA gwarantuje nieprzerwany dostęp do medium transmisyjnego, wymagany w przypadku transmisji sygnałów analogowych. Charakterystyczną cechą wielodostępu z podziałem częstotliwości jest występowanie, w dzielonym paśmie specjalnych pasm ochronnych pomiędzy wydzielonymi przedziałami. Pasma ochronne, są to odstępy pomiędzy wyselekcjonowanymi kanałami służące zwiększeniu niezawodności. Gdyby nie było tych marginesów bezpieczeństwa a kanały przylegałyby bezpośrednio do siebie, to mogłoby się zdarzyć, że transmisja z jednego przedziału częstotliwości zakłócałaby transmisję w sąsiednim przedziale. Występowanie pasm ochronnych zmniejsza możliwą ilość wydzielonych kanałów częstotliwości i obniża efektywność widmową systemu. Nadajniki i odbiorniki stosowane w systemach opartych na FDMA muszą być wyposażone w wysokiej jakości strome filtry kanałowe, które po stronie nadawczej kształtują widmo nadawanego sygnału w taki sposób, aby mieściło się ono w paśmie kanału. Po stronie odbiorczej, zadanie filtrów polega na wydzieleniu widma sygnału z określonego kanału, równocześnie ograniczając wszelkie niepożądane sygnały, którymi są zakłócenia od innych kanałów i szumów spoza pasma. Należy dążyć do tego, aby sąsiadujące ze sobą kanały miały moce na podobnym poziomie, gdyż w przeciwnym wypadku stłumione listki boczne kanału odbieranego z dużą mocą, mogą być na podobnym poziomie z poziomem listka głównego kanału odbieranego z mniejsza mocą w tym samym paśmie. Zaistniała sytuacja może prowadzić do znaczącego spadku jakości odbioru sygnału słabego. Aby temu zapobiec wymagana jest regulacja mocy transmitowanych sygnałów.

## Zalety FDMA
- transmisja prowadzona cały czas w tym samym paśmie częstotliwości, przez co jest to najprostsza      metoda wielodostępu

## Wady FDMA
- trudności związane ze stabilnością częstotliwości nośnej
- wykorzystanie kosztownych filtrów o stromych zboczach do separacji częstotliwościowej użytkowników
- występowanie pasm ochronnych pomiędzy wydzielonymi kanałami, co przyczynia się do spadku współczynnika wykorzystania dostępnego widma częstotliwości
- kanały wąskopasmowe, które sprzyjają występowaniu zaników wielodrogowych

## Występowanie FDMA
- m.in. w GSM, gdzie transmisja odbywa się na różnych częstotliwościach rozłożonych co 200 kHz, w okolicy 850 MHz, 900 MHz, 1800 MHz lub 1900 MHz (w zależności od standardu GSM).
- Bardzo często można spotkać się z hybrydowymi systemami FDMA/TDMA, w których istnieje wielodostęp zarówno częstotliwościowy jak i czasowy.Taki system zastosowano m.in. w GSM.
- Ale także w systemach nawigacji satelitarnej tj. GLONASS
- dPMR - standard cyfrowej, prywatnej łączności radiowej
- TETRAPOL - system cyfrowej łączności radiowej dla służb bezpieczeństwa publicznego